# 30 sekund nad Tokio
30 sekund nad Tokio – amerykański film wojenny z 1944 roku na podstawie książki Roberta Considine'a i Teda Lawsona.

## Fabuła
Rok 1942, toczy się II wojna światowa. Po japońskim ataku na Pearl Harbor Amerykanie podejmują się zadania zbombardowania Tokio, stolicy Japonii. Po raz pierwszy bombowce startują z lotniskowców, na których pokłady nie będą mogły już wrócić. Po zrzuceniu bomb, załogi samolotów muszą lądować w okupowanych Chinach i próbować przeżyć.
Film inspirowany był autentycznymi wydarzeniami.

## Obsada
- Van Johnson – porucznik Ted Lawson
- Robert Walker – kapral David Thatcher
- Tim Murdock – porucznik Dean Davenport
- Scott McKay – kapitan Davey Jones
- Herbert Gunn – Bob Clever
- Don DeFore – porucznik Charles McClure
- Robert Mitchum – porucznik Bob Gray
- John R. Reilly – porucznik Jacob 'Shorty' Manch
- Stephen McNally – porucznik Thomas 'Doc' White
- Spencer Tracy – generał James Doolittle
- Phyllis Thaxter – Ellen Lawson
- Donald Curtis – porucznik Randall
- Louis Jean Heydt – porucznik marynarki Henry Miller
- William 'Bill' Phillips – porucznik Don Smith
- Douglas Cowan – porucznik Everett 'Brick' Holstrm

i inni